# Віреон білобровий
Віреон білобровий (Vireo chivi) — вид горобцеподібних птахів родини віреонових (Vireonidae).

## Назва
Видова назва chivi є наслідуванням співу птаха - «чіві-чіві».

## Поширення
Птах поширений у більшій частині північної, східної та центральної частини Південної Америки, за винятком південних частин Чилі та Аргентини. Постійні популяції трапляються у північно-східній частині Колумбії, у Венесуелі, Гвіані та у східній половині Бразилії, далі вздовж багатьох річок в Амазонії, у східних частинах Перу, Болівії та Еквадору, а також деякі постійні популяції населяють західну частину Колумбії. Мігруючі птахи трапляються на півдні та південному сході Бразилії, Парагваї, Болівії та Уругваю, а також у північних районах Аргентини. У період нерозмноження ці популяції подорожують на північ аж до Венесуели, східної Колумбії, східного Еквадору та східного Перу.
Вид досить поширений і зазвичай поширений у різноманітних лісистих місцях існування, головним чином нижче 1500 м над рівнем моря, але гніздиться на висоті до 2000 м в долинах Анд на півдні Перу та у Болівії.

## Підвиди
Виділяють 9 підвидів:
- Група agilis:
  - Vireo chivi caucae (Chapman, 1912) — західна частина Колумбії.
  - Vireo chivi griseobarbatus (Berlepsch & Taczanowski, 1884) — захід Еквадору і північний захід Перу.
  - Vireo chivi pectoralis J.T. Zimmer, 1941 — північ Перу (долина річки Мараньйон).
  - Vireo chivi solimoensis Todd, 1931 — схід Еквадору, північний схід Перу та західна частина Бразилії.
  - Vireo chivi vividior Hellmayr & Seilern, 1913 — Колумбія, Венесуела, Гвіана, крайня північ Бразилії і Тринідад.
  - Vireo chivi tobagensis Hellmayr, 1935 — Тобаго.
  - Vireo chivi agilis (Lichtenstein, 1823) — східна частина Бразилії.

- Група chivi/diversus
  - Vireo chivi diversus J.T. Zimmer, 1941 — схід Парагваю, південний схід Бразилії та Уругвай.
  - Vireo chivi chivi (Vieillot, 1817) — центральна частина Перу, центральна західна Бразилія, схід Болівії, захід Парагваю і північно-східна частина Аргентини; мігрує в період нерозмноження до Колумбії, Венесуели та північної частини Бразилії.